# Wohnturm Prester

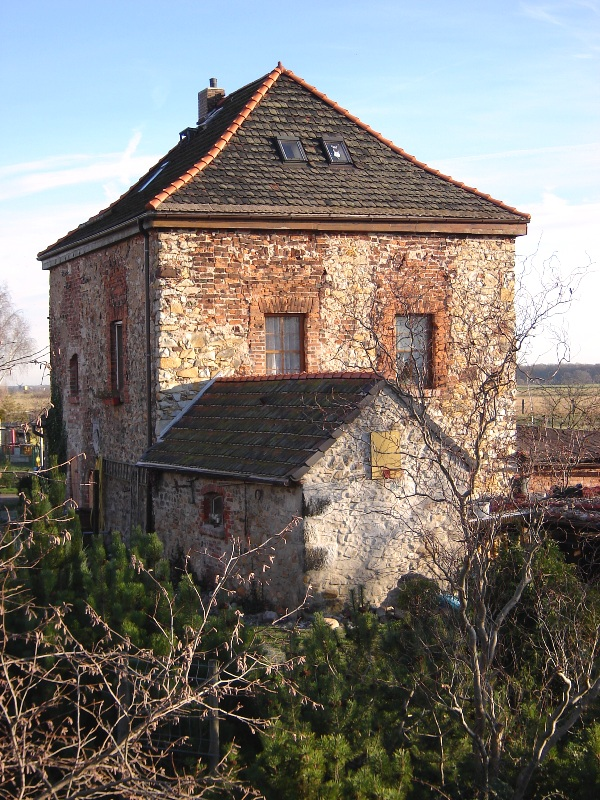
Wohnturm Prester, 2006

Der Wohnturm Prester ist ein unter Denkmalschutz stehender historischer Wohnturm im Magdeburger Stadtteil Prester.
Der an der Adresse Alt Prester 104 am Südrand Presters in unmittelbarer Nähe des Deiches zur Elbe gelegene Wohnturm entstand im frühen 16. Jahrhundert. Eine Inschrift auf einer am Turm befindlichen Wappentafel nennt das Jahr 1520. Der Turm gehört ursprünglich der Patrizierfamilie Rode.
Der Turm ist lediglich zweigeschossig und aus Bruchsteinen auf quadratischem Grundriss errichtet. Über einem niedrigen Keller befindet sich das mit einem Gewölbe versehene Erdgeschoss. Das darüber liegende zu Wohnzwecken gedachte Geschoss verfügt über mehrere Wohnräume und ist nur über eine Außentreppe begehbar. Die Treppe konnte früher bei Gefahr hochgezogen werden. Das Dach ist als Walmdach ausgeführt.